# Chiesa di San Carlo dei Lombardi
La chiesa di San Carlo dei Lombardi è un luogo di culto cattolico che si trova nella centralissima via dei Calzaiuoli davanti ad Orsanmichele a Firenze.

## Storia
Costruita a partire dal 1349 da Neri di Fioravante e Benci di Cione Dami per decreto della Signoria, fu dedicata, come la vicina Orsanmichele, a Sant'Anna in ringraziamento per la cacciata del tirannico duca di Atene avvenuta il 26 luglio 1343, giorno dedicato alla Santa, madre della Madonna. Fu completata da Simone Talenti. Inizialmente fu dedicata a san Michele, dopo che al santo era stata "tolta" l'antistante chiesa di Orsanmichele, per farvi prima la loggia del grano e poi un edificio di culto ridedicato a sant'Anna. Veniva chiamata di San Michele Vecchio o San Michele all'Orto, in contrapposizione alla chiesa di San Michele Betelde. 
Il patronato della chiesa passò nel 1615 alla confraternita della "nazione lombarda" e l'edificio assunse quindi il nome attuale, con la dedica a san Carlo Borromeo, canonizzato nel 1610. Oggi è sede ecclesiastica dell'Arciconfraternita di Parte Guelfa che vi compie le proprie celebrazioni liturgiche.

## Descrizione
La struttura trecentesca appare pressoché inalterata; la facciata gotica è a capanna in pietra arenaria, con archetti pensili e un portale cuspidato, che introduce, a un interno a navata unica, coperto da capriate. 
In fondo il presbiterio è tripartito da pilastri ottagonali, che sostengono archi e volte a sesto acuto, con costolature. Al centro sopra l’altare maggiore si trova il Compianto sul Cristo morto di Niccolò di Pietro Gerini (1385-1390). L'opera, in passato in deposito agli Uffizi, raffigura la Deposizione e la Resurrezione di Gesù ed è stata ricollocata nella sua sede originaria nel 2015.
Ai lati del presbiterio si trovano alcune lunette con scene della vita di San Carlo Borromeo. Il resto della parete superiore è decorato da motivi geometrici e quadrature tardo-trecentesche.
Sulla parete destra è collocato il Crocifisso policromo, scolpito e presumibilmente anche dipinto da Andrea Orcagna, proveniente dalla prospiciente Orsanmichele, dove era oggetto di venerazione di Antonino Pierozzi bambino. L'opera, uno dei pochi esempi di scultura lignea anteriore al XV secolo presenti a Firenze, mostra grande compostezza ed armonia proporzionale di ispirazione giottesca, mentre la drammaticità è limitata al sangue che sgorga soprattutto dal costato.
Sulla parete sinistra si trova la Gloria di san Carlo Borromeo, una grande tela di Matteo Rosselli (1616) esposta nell'originaria cornice dorata barocca, che si trovava sopra la porta d'ingresso fino al restauro della primavera del 2006.

## Galleria d'immagini

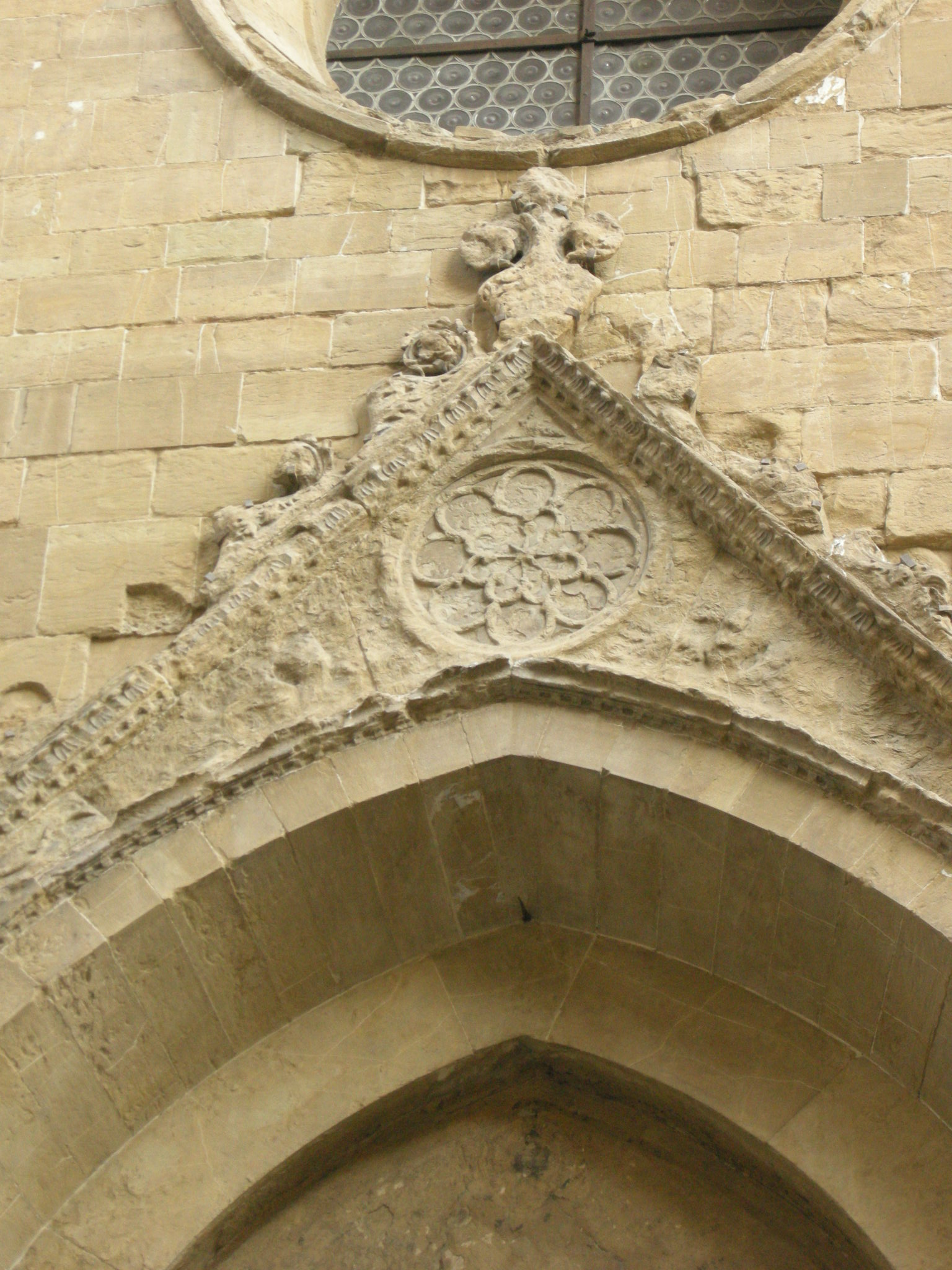
Timpano del portale
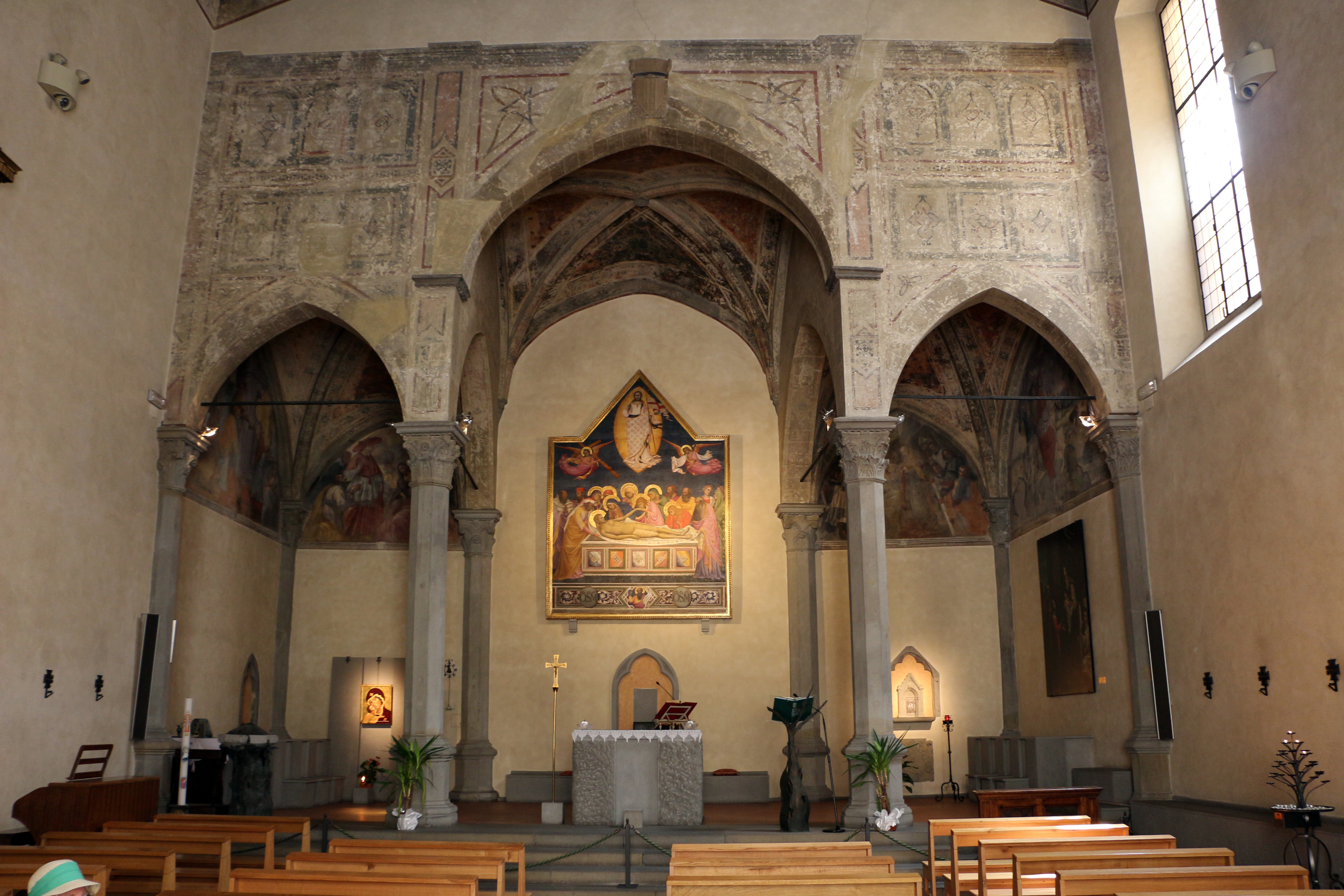
Interno
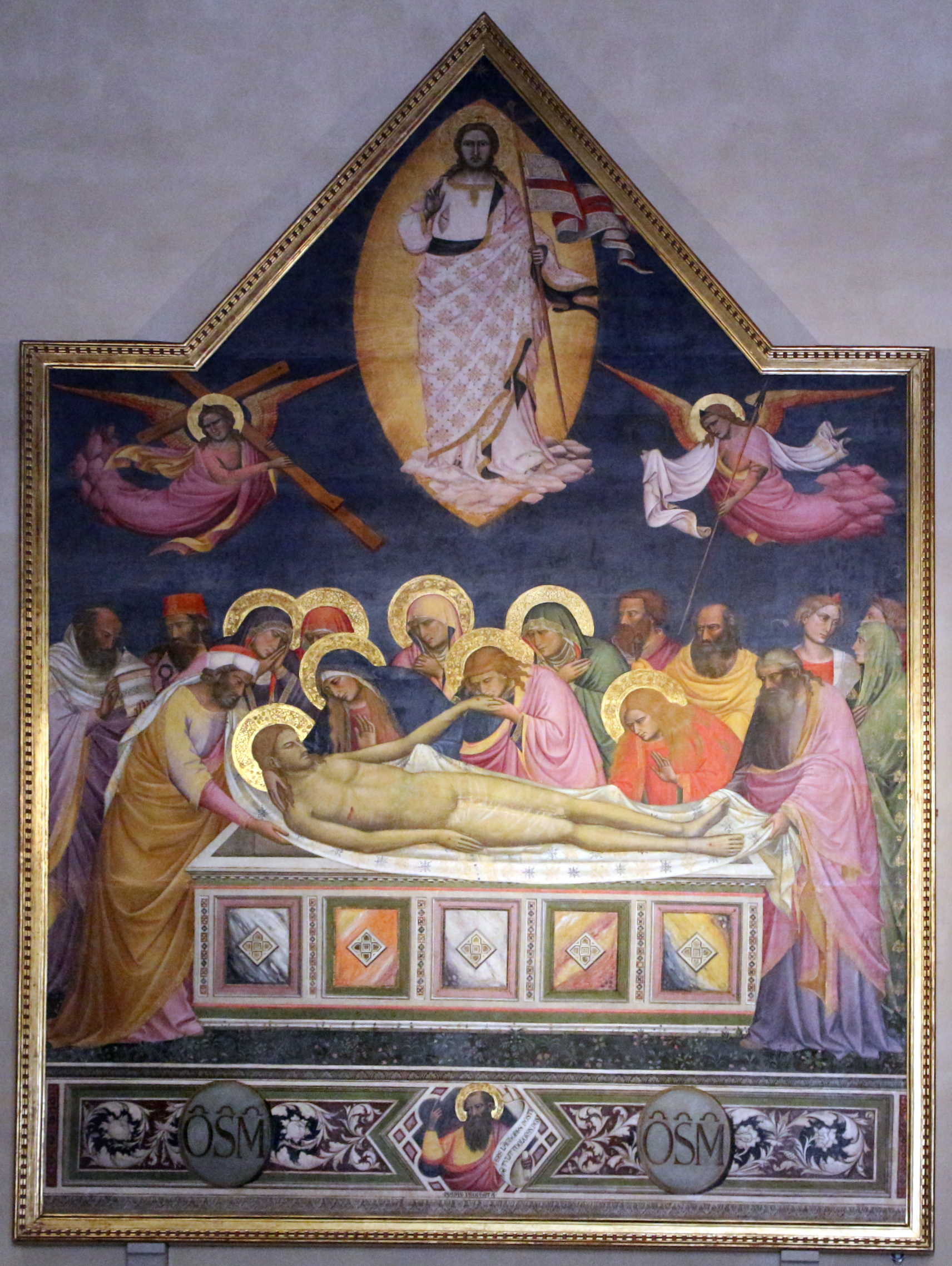
Niccolò di Pietro Gerini, Compianto sul Cristo morto
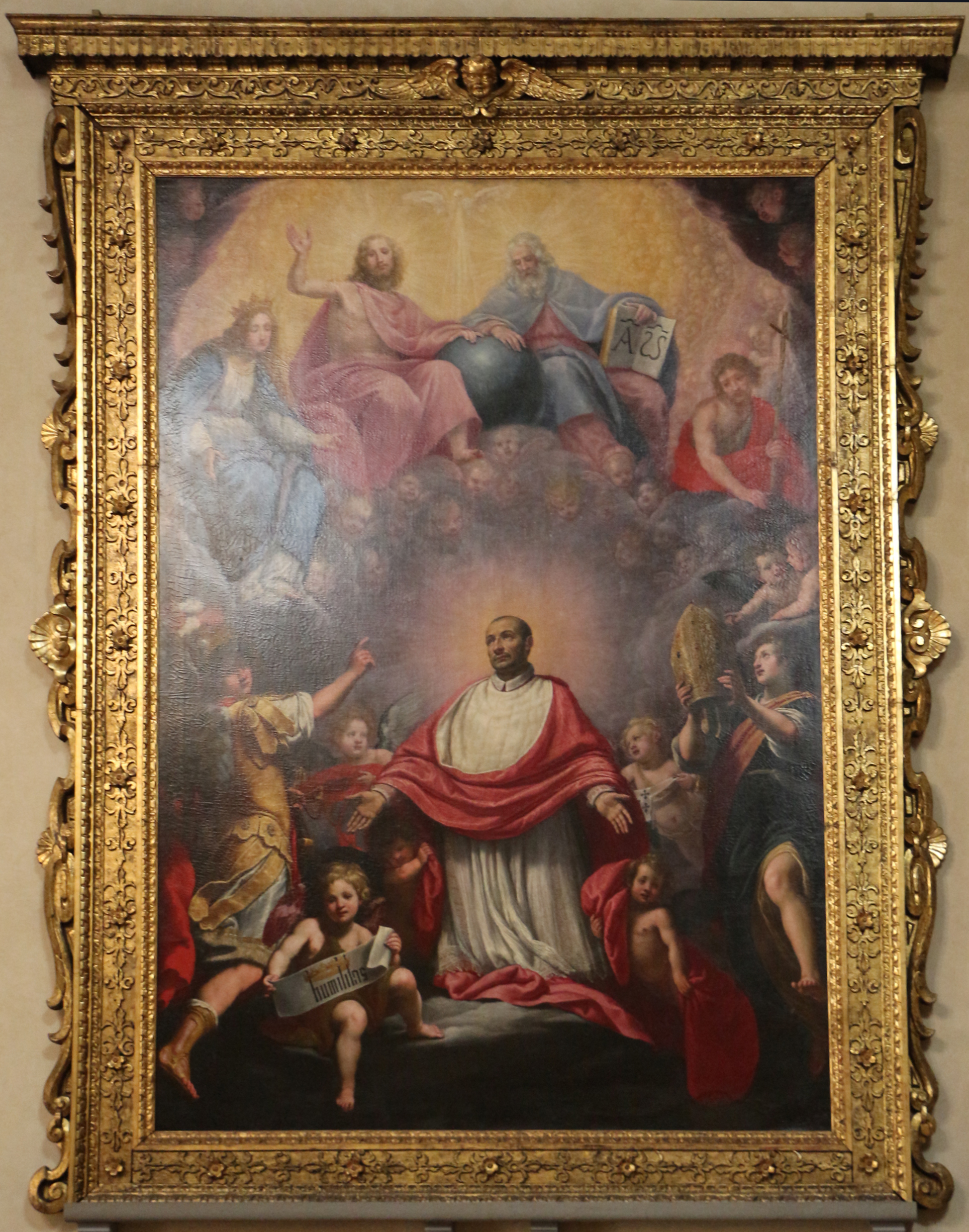
Matteo Rosselli, Gloria di San Carlo Borromeo